# زيرو نت
زيرو نت  هي عبارة عن شكبة إنترنت لامركزية كات الند للند، كتبت بواسطة لغة بايثون، وهو مشروع مفتوح المصدر، مواقع تلك الشبكة تمتلك عناوين يمكن الولوج لتلك المواقع عند أستخدام تطبيق زيرو نت، ولكن ما يميزها هي أن الإستضافة تكون مشتركة بين من يستخدمون ذلك الموقع أو الصفحة، تعتمد في عملها على مبدأ إتصال الند للند ومشاركة البيانات يكون عن طريق بروتوكول بت تورنت، الأتصال لا يكون مجهول بشكل أفتراضي ولكن يمكن أستخدام شبكة تور (شبكة مجهولية).
قوة هذه الشبكة تكمن في عدة نقاط من أهمها أنها شكبة لا مركزية مما يعني أنعدام أو استحالة منع بعض المحتويات أو إزالة من قبل الحكومات وبذلك تزداد حرية التعبير خصوصاً في الحكومات القمعية، وكذلك التعاون في مشاركة الإستضافة بين مرتادي الموقع أو الصفحة وذلك عني أن البيانات ستكون متوفرة في جميع الأوقات شريطة أن يتواجد مستضيف أو مُرسل واحد على الأقل كما هو في مشاركة الملفات عبر تورينت، وأيضاً سرعة نقل البيانات فكلما زاد عدد المشاركين زاد قوة الشبكة على عكس الشبكات الأخرى التي تضعف كلما زاد عدد المتصلين بها، كذلك إمكانية تصفح المحتوى حتى عند عدم توفر أتصال شبكي ولذلك كون البيانات متوفرة محلياً على حاسوب المستخدم.